# 迪西島

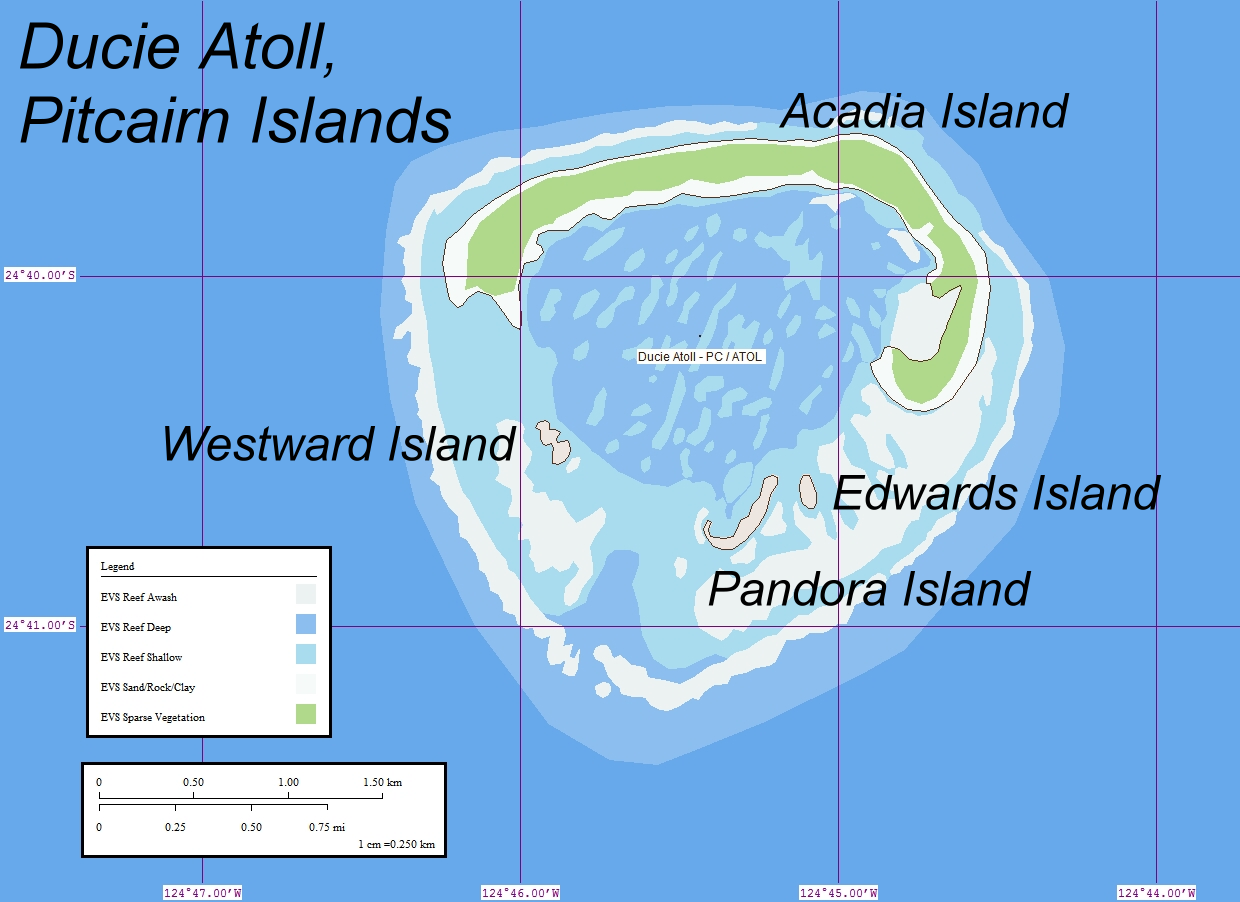
迪西岛

迪西岛，旧译“度栖岛”、“度西岛”、是一个人迹罕至的珊瑚岛，从1902年开始成为皮特凯恩群岛的一部分，目前无永久居民。
迪西岛位于皮特凯恩岛以东540公里处，坐标为24°40′09″S 124°47′11″W / 24.66917°S 124.78639°W，包括潟湖在内一共有3.9平方公里的面积。从东北方向到西南方向大概有2.4公里长，有1.6公里宽。一共有4个小岛围成一个珊瑚岛环：
1. Acadia（最大的一个）
2. Pandora（第二大的,位于南边）
3. Edwards（正好位于Pandora岛的东边）
4. Westward（最小的一个，位于Pandora岛的西边）

迪西岛有0.7平方公里的陆地面积，70％的面积被银毛树覆盖（这是一种常见于太平洋岛屿的树），这种树能长到6米高。另外1971年有报告说还有另外两种树种，但在1987年没有被找到。这个珊瑚岛环里面水很深而且需要注意有毒的鱼和危险的鲨鱼。

## 历史
葡萄牙水手Pedro Fernandes de Queirós在1606年1月26日发现了迪西岛并且命名为La Encarnación。迪西岛在1791年被英国的船长爱德华·爱德华茲重新发现了，他当时正指挥着潘多拉号奉命搜寻邦蒂号上的叛变船员。迪西岛以皇家海军船长弗朗西斯·雷诺兹-莫顿的名字命名。
美国在1867年根据鸟粪岛法宣称拥有迪西岛的主权，英国在1902年吞并了迪西岛。
经过无线电业余爱好者的努力，迪西岛在2001年11月16日成为了DXCC的一员，并且在Kan Mizoguchi、JA1BK的指挥下在2002年3月使用VP6DI信号进行了第一次探险。
在2003年，加拿大无线电业余爱好者在迪西岛建立起了一个使用VP6DI信号的DX-pedition。